# Wielicki
Wielicki là một huyện thuộc tỉnh Małopolskie của Ba Lan. Huyện có diện tích 411 km². Đến ngày 1 tháng 1 năm 2011, dân số của huyện là 112161 người và mật độ 273 người/km².